# Dírbia
Dírbia o país dels dirbes (Dyrbae) era una entitat de la Pèrsia aquemènida, una satrapia menor dins la satrapia de Sogdiana (que al seu torn era una de les que formaven la gran satrapia de Bactriana). Els dirbes vivien suposadament al modern Badakhxan; al nord i nord-oest el límit devia ser el riu Pyandzh i a l'est i sud limitava amb Bactriana i Gandhara. Cir II el Gran va nomenar Espitaces, fill d'Espitàmenes, com a sàtrapa. El seu territori inicial no era el que després van ocupar els dirbes a l'est de la mar Càspia (que no va ser conquerit mai per Cir).